# Joesjö
Joesjö (o Jovattnet), comune di Storuman è una località situata nella contea svedese di Västerbotten che si trova a circa 30 km da Tärnaby, del medesimo comune e Hemavan. Joesjö è stata fino agli anni cinquanta un centro di commercio tra le genti norvegesi e i confinanti svedesi, in quanto Joesjö dista appena 20 km dal più vicino villaggio norvegese.
Joesjö ha dato i natali a uno dei più grandi sciatori alpini di ogni tempo, il campione olimpico Ingemar Stenmark.